# Emeliana Bürger
Emeliana Bürger SSpS (* 8. Juni 1907 in Ostheide, Herringsen, Gemeinde Bad Sassendorf, Kreis Soest; † 6. Februar 1944 in der Bismarcksee) war eine deutsche Steyler Missionsschwester und Märtyrin.

## Leben
Josepha Bürger, drittes von 9 Kindern eines Landwirts, trat am 3. Dezember 1925 im Alter von 18 Jahren in Steyl in das Missionshaus der Steyler Missionsschwestern ein. Sie begann 1931 das Noviziat unter dem Ordensnamen Emeliana (nach Aemiliana von Rom). Die Zeitlichen Gelübde legte sie am 8. Dezember 1933 ab. Sie reiste vom 19. September 1934 mit anderen über die Vereinigten Staaten und Australien nach Alexishafen in die Papua-Neuguinea-Mission, wo sie am 16. Februar 1935 ankam und am 8. Dezember 1939 die Ewigen Gelübde ablegte. Sie wirkte in Alexishafen als Organistin und Gesangslehrerin.
Nach der Besetzung Neuguineas durch die japanischen Invasionstruppen 1942 wurde sie zusammen mit Bischof Franziskus Wolf und zahlreichen Mitbrüdern und Missionsschwestern in einem Sammellager auf der Vulkaninsel Manam interniert, wo sie an Unterernährung litten und an Malaria erkrankten. Am 5. Februar gingen sie unter Protest auf das japanische Transportschiff Yorishime Maru, das am 6. Februar nachts von der amerikanischen Luftwaffe angegriffen wurde. Es starben 46 Menschen, darunter Emeliana Bürger. Eine Gedenkstätte befindet sich in Alexishafen.

## Gedenken
Die Römisch-katholische Kirche in Deutschland hat Schwester Emeliana Bürger als Märtyrin in das deutsche Martyrologium des 20. Jahrhunderts aufgenommen.